# NGC 1856
NGC 1856 est un amas ouvert situé dans la constellation de la Dorade. Cet amas est situé dans le Grand Nuage de Magellan. Il a été découvert par l'astronome écossais James Dunlop en 1826.

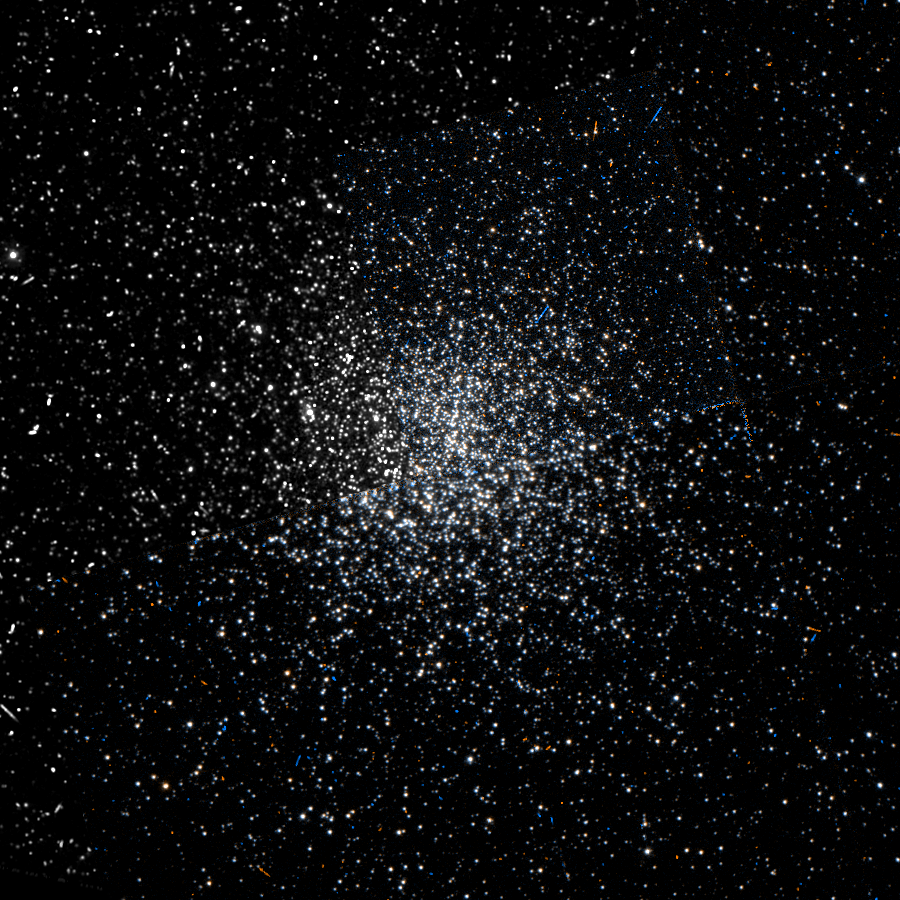
NGC 1856 par le télescope spatial Hubble.